# イカレックス
イカレックス（Icarex ）はツァイス・イコンがフォクトレンダーを合併した後発売された一眼レフカメラである。ツァイス・イコンの母体となったカメラメーカーの一つイカに由来する命名と思われる。レンズはウルトロン、スコパレックス、ダイナレックスとフォクトレンダーのブランドで占められる。

## 製品一覧
- イカレックス35 - ファインダー交換可能でアイレベルファインダー、ウェストレベルファインダー、CdSTTL露出計付きアイレベルファインダーがある。スピゴットマウント。
- イカレックス35CS - CdSTTL露出計付きアイレベルファインダーが装着されているイカレックス35をこう呼ぶ。
- イカレックス35S - TTL露出計付きアイレベルファインダーを固定装着。スピゴットマウント。
- イカレックス35TM - イカレックス35のM42マウント版。これが出て以降、従前のイカレックス35にはバヨネットマウントを示すBMマークが入った。
- イカレックス35STM - イカレックス35SのM42マウント版。これが出て以降、従前のイカレックス35Sにはバヨネットマウントを示すBMマークが入った。
- SL706 - 開放測光。ツァイス・イコンがカメラ事業から撤退する際製造設備ごとフォクトレンダーの商標とともにローライに売却されローライSL35シリーズの原型となった。